# Harry Rawson

Sir Harry Rawson, 1902

Sir Harry Holdsworth Rawson (* 5. November 1843 in Liverpool; † 3. November 1910 in London) war ein britischer Admiral und Gouverneur von New South Wales.

## Leben
Er war der zweitgeborene Sohn des Friedensrichters für Surrey Christopher Rawson aus dessen Ehe mit Frances Emily Wright. Er wurde an der Eastman's Royal Naval Academy und am Marlborough College ausgebildet. 1871 heiratete er Florence Alice Stewart Shaw. Mit ihr hatte er fünf Kinder.
1857 trat er in die Royal Navy ein und kämpfte insbesondere 1860 im Zweiten Opiumkriegs in China und 1882 bei der Besetzung Ägyptens im Zuge der Zerschlagung der Urabi-Bewegung.
Von 1895 bis 1898 war er Oberbefehlshaber der britischen Flottenstützpunkte Cape of Good Hope Station and West Africa Station. In dieser Funktion war er am 27. August 1896 einer der britischen Kommandeure im nur 38 Minuten dauernden Britisch-Sansibarischen Krieg und war im Februar 1897 hauptverantwortlich für die „Strafexpedition“, die Benin, die Hauptstadt des Königreichs Benin, brandschatzte und plünderte. Die Expedition zerstörte die bis dahin eindrucksvollen Mauern von Benin und raubte eine enorme Zahl von Kunstschätzen und religiösen Artefakten. Die Expedition wurde gleichwohl in britischen Kreisen als eine Aktion disziplinierter und koordinierter Planung gelobt:

„In neunundzwanzig Tagen landete eine Truppe von 1200 Männern aus drei Orten am Benin Fluss, wurde organisiert, ausgerüstet und in Marsch gesetzt. Fünf Tage später war die Stadt Benin eingenommen und nach zwölf Tagen die Männer wieder eingeschifft, die Schiffe beheizt und für weitere Einsätze vorbereitet.“

Am 25. Mai 1897 wurde er zum Knight Commander des Order of the Bath und damit in den Ritterstand erhoben. Er führte fortan den Namenszusatz „Sir“.
Vom 27. Mai 1902 bis zum 27. Mai 1909 amtierte er als Gouverneur von New South Wales. Seit William Bligh war er der erste Marineoffizier, der diesen Posten innehatte. Während seiner Zeit als dortiger Gouverneur stiftete er 1906 den Rawson Cup, um den bis heute die vier Colleges der University of Sydney (St John’s College, St Andrew's College, Wesley College und St Paul’s College) in acht Sportarten kämpfen.
Am 29. Juni 1906 wurde er zum Knight Grand Cross des Order of the Bath und am 9. November 1909 zum Knight Grand Cross des Order of St Michael and St George erhoben.
Er starb 1910 an den Folgen einer Blinddarmentzündung.